# Kristian Roebuck

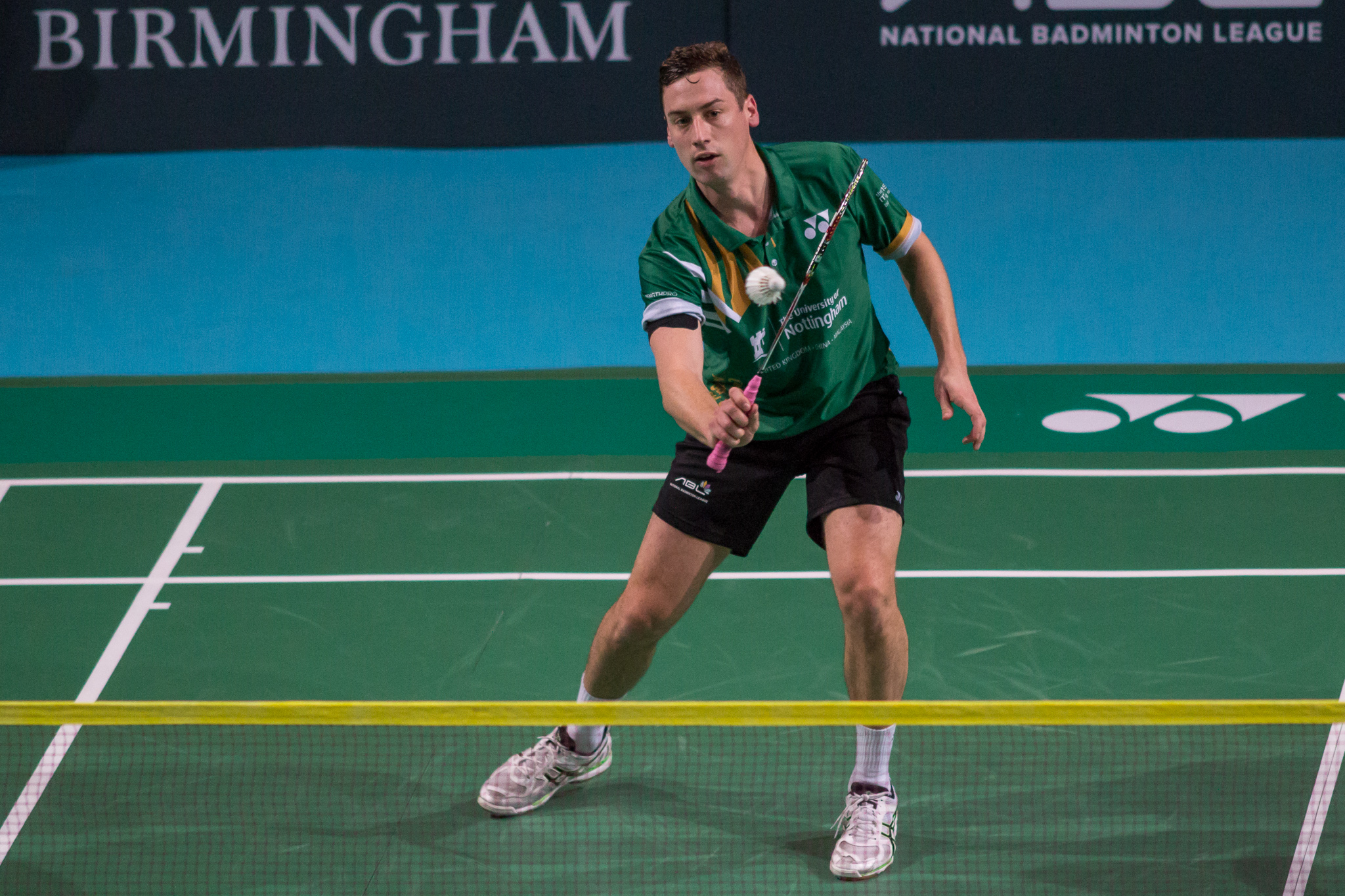
Kristian Roebuck, vor 2015

Kristian Roebuck (* 24. Dezember 1981) ist ein englischer Badmintonspieler.

## Karriere
Kristian Roebuck gewann 2001 die Czech International und 2002 die Canadian Open. 2003 war er bei den Welsh International erfolgreich, 2004 erneut bei den Canadian Open. 2005 siegte er bei den Scottish Open, 2006 bei den Welsh International und 2007 bei den Dutch International.

## Sportliche Erfolge
| Saison | Veranstaltung                             | Disziplin    | Platz | Name                                 |
| ------ | ----------------------------------------- | ------------ | ----- | ------------------------------------ |
| 1999   | Junioren-Europameisterschaft              | Herrendoppel | 3     | Kristian Roebuck / Oliver Bush       |
| 2000   | England: Einzelmeisterschaft der Junioren | Herrendoppel | 1     | Ollie Bush / Kristian Roebuck        |
| 2001   | Czech International                       | Mixed        | 1     | Kristian Roebuck / Natalie Munt      |
| 2002   | Canadian Open                             | Mixed        | 1     | Kristian Roebuck / Natalie Munt      |
| 2003   | Welsh International                       | Herrendoppel | 1     | Ashley Thilthorpe / Kristian Roebuck |
| 2004   | Malaysia International                    | Mixed        | 2     | Kristian Roebuck / Liza Parker       |
| 2004   | Canadian Open                             | Mixed        | 1     | Kristian Roebuck / Liza Parker       |
| 2005   | Weltmeisterschaft                         | Mixed        | 33    | Kristian Roebuck / Liza Parker       |
| 2005   | Scottish Open                             | Mixed        | 1     | Kristian Roebuck / Jenny Wallwork    |
| 2005   | Swedish International Stockholm           | Mixed        | 2     | Kristian Roebuck / Liza Parker       |
| 2006   | Welsh International                       | Mixed        | 1     | Kristian Roebuck / Natalie Munt      |
| 2007   | Dutch International                       | Mixed        | 2     | Kristian Roebuck / Natalie Munt      |
| 2007   | Dutch International                       | Herrendoppel | 1     | Kristian Roebuck / Andrew Bowman     |
| 2007   | Sudirman Cup                              |              | 3     | England                              |